# داني وارد (لاعب دوري الرغبي)
داني وارد (بالإنجليزية: Danny Ward)‏ هو لاعب دوري الرغبي بريطاني، ولد في 15 يونيو 1980 في دوزبيري، في المملكة المتحدة.

## روابط خارجية
- داني وارد على موقع ItsRugby.co.uk (الإنجليزية)